# Cryomonadida
Cryomonadida es un orden de protistas clasificado en Cercozoa.

## Características
Los miembros de Cryomonadida son organismos unicelulares rodeados por un caparazón que comprende capas de material orgánico. Poseen dos flagelos desigualmente largos y un solo núcleo con un nucleolo distinguible. Tienen un citostoma ubicado lateralmente, de donde surgen los seudópodos.

## Sistemática
El orden Cryomonadida fue creado en 1993 para el género Cryothecomonas. En 2005, Sina Adl et al. no incluyó el orden en su clasificación, pero colocó el género incertae sedis entre los Cercozoa. Sin embargo, quedó claro que otros géneros y taxones conocidos solo por ADN ambiental pertenecían a este grupo, por lo que en 2008 Jan Pawlowski colocó a Cryomonadida como parte del grupo Cercozoa.
Dentro de Cercozoa, el taxón hermano de Cryomonadida es Ebriacea; también está estrechamente relacionado el género Pseudodifflugia.
- Familia Rhogostomidae (Dumack et al. 2017)
  - Sacciforma (Dumack y col. 2017)
  - Capsellina (Penard 1909)
  - Rhogostoma (Belar 1921; previamente identificado erróneamente como Lecythium)[4][5]
- Familia Protaspidae (Cavalier-Smith 1993 [Cryothecomonadidae Cavalier-Smith 1993 ])
  - Cryothecomonas (Thomsen y col. 1991)
  - Protaspa (Cavalier-Smith 2011 [Protaspis Skuja 1939 no Bryant 1933])[4]
  - Sinistermonas (Lee 2015)